# Абстракціонізм
Абстракціоні́зм, абстрактне мистецтво, безпредметне мистецтво, конфігуративне мистецтво — одна з течій авангардистського мистецтва початку XX ст. Філософсько-естетична основа абстракціонізму — ірраціоналізм, відхід від ілюзорно-предметного зображення, абсолютизація чистого враження та самовираження митця засобами геометричних фігур, ліній, кольорових плям, звуків. Напрям сучасного, абстрактного мистецтва в скульптурі і живописі виник в Європі та Північній Америці в 1910—1920.
Здавна люди намагалися відобразити красу навколишнього світу, сцени зі життя жінок у малюнках, картинах. Згодом картини найталановитіших людей перетворилися на витвори мистецтва. З'явилося багато різних напрямків: імпресіонізм, модернізм, класицизм, романтизм, натуралізм, символізм, реалізм, сюрреалізм, абстракціонізм та інших. Кожен напрям охоплює єдність світосприймання, естетичних поглядів, шляхів відображення.
Здавна безпредметна творчість існувала як орнамент чинонфініто, але в новітній історії оформилося в особливу естетичну програму — абстракціонізм. Виникнення та розвитку абстрактного мистецтва було пов'язане з духовними ідеями, які хвилювали розуми європейців межі XIX-початку XXI століття. Захоплення метафізичними і утопічними теоріями охопило як філософів, так і літераторів, музикантів, живописців. Прагнення висловити невимовне, передати відчуття єдності душі й матерії, всесвіту, космосу зажадало від художників пошуку нової, нетрадиційної образотворчої мови, повної глибокого сенсу.
Засновниками абстракціонізму були В. Кандинський, К. Малевич, О. Богомазов, О. Архипенко, О. Екстер (усі - учні М. Мурашка), П. Мондріан, Ф. Купка, М. Ларіонов, О. Родченко, Р. Делоне, В. Татлін, Л. Лисицький.
Абстракціонізм у наші часи звичайно описує мистецтво, що не відображає предмети реального світу, але використовує тіні та кольори для надання настрою.

## Характеристики абстракціонізму
- Уявлення світу відключене від видимої реальності
- Заперечення образного наслідування світу
- Деконструкція природних фігур
- Спрощення форми
- Інновації у використанні кольору
- Відхилення перспективи
- Протистояння традиційно зображеного освітлення

## Деякі течії в абстрактному мистецтві
- Абстрактний імпресіонізм
- Абстрактний експресіонізм
- Геометрична абстракція
- Ташизм
- Систематизм
- Супрематизм
- Конструктивізм
- Орфізм
- Неопластицизм
- Лучизм
- Кубізм
- Параметризм
- Медитативний живопис

## Історія
Рух абстракціонізму виник в опозиції до поняття ренесансного мистецтва і краси, як і раніше в силі. У епоху Відродження, талант художника вимірювався його здатністю відтворити з якомога більшою правдою навколишній світ. Є автори, які також стверджують, що популяризація фотографії наприкінці ХІХ століття сприяла появі абстрактного мистецтва, оскільки мистецтво більше не було необхідним для наслідування світу.
Імпресіоністи кінця ХІХ - початку ХХ століття, як Моне, які почали шукати уявлення про Всесвіт іншими поглядами. Занепокоєння імпресіоністів було з яскравістю, набагато більше, ніж ідеальне враження об'єктів або людей, що представляються.
На початку двадцятого століття два стилі почали руйнуватися з ідеєю наслідування природи, відкриваючи простір для прогресу і консолідації абстрактного мистецтва. Фовізм Анрі Матісса був присвячений спрощенню форм і детальному вивченню кольорів. Кубізм Пабло Пікассо і Жоржа Брак розкладають перспективу сцен і використовують геометричні фігури в поданні елементів природи.
В кінці 1940-х років, після того як скривджені нацистами і комуністами, багато європейських художники абстракціоністи емігрували в США, Нью-Йорк став новим світовим центром абстрактного мистецтва, в США в перші в історії Америки з'явилося передове сучасне мистецтво, представниками якого були як іммігранти , так і народилися в Америці. Художники цієї хвилі увійшли в історію як «нью-йоркська школа» Джексон Поллок, Марк Ротко, Барнет Ньюмен, Кліффорд Стілл, Марк Тобі, Франц Клайн, Розалінда Бенгельсдорф, Віллем де Кунінг, Аршил Горки, вони проголосили своїм методом «несвідомість» і автоматизм творчості, непередбаченість ефектів ( «живопис дії»). В їх естетичних концепціях безпредметна композиція ставала самодостатньою об'єктом, виключав асоціації з дійсністю.
У 1960-і - 1970-і роки, помітним плином в абстракціонізмі стає розвивав принципи геометричної абстракції оп-арт, який використовує оптичні ілюзії сприйняття пласких і просторових об'єктів - Бріджит Райлі, Віктор Вазарелі.
Паралельно виникла постживописна абстракція, принципами якої стало скорочення і граничне спрощення мальовничих форм; успадкувавши правильні геометричні форми від геометричної абстракції, постживописна абстракція округляють, «пом'якшує» їх. Помітні представники цього напрямку - Френк Стелла, Ельсуорт Келлі, Кеннет Ноланд.
Ще одним відгалуженням абстрактного мистецтва, що з'явився в цей же час, став мінімалізм - Барнет Ньюмен, Сол Левітт.
У 1980-і - 1990-і роки криза постмодерну поширився і на абстрактне мистецтво. Багато куратори і художники того часу висловлювали думки, що настав кінець історії живопису і нічого нового, порівнянного за значимістю з картинами великих абстракціоністів XX, вже створено не буде. В цей час не з'явилося нічого принципово нового, свій творчий «шлях абстракціоніста» продовжували художники родом з 1960-х, такі як Арнульф Райнер, Герхард Ріхтер, Джеррі Зенюк, Брайс Марден, Іван Марчук, Бріджит Райлі, Сай Твомблі, Ельсуорт Келлі, Юрій Злотников.
У цей період з'являється нове поняття The New New Art, тобто нове мистецтво з'являється після кризи постмодерну.
З початку XXI століття новим масовим явищем стала монументальна абстрактний живопис у вигляді графіті і Муралу. І хоча саме явище урбаністичне графіті з'явилися в 1960-х роках, абстрактні форми графіті почали масово розвиватися тільки на рубежі XX і XXI століть.
За своєю художньою суттю графіті і мурали це одне і теж, мурал від графіті відрізняється протилежним правовим статусом. Відмінність в тому, що графіті - це коли художник самостійно знаходить стіну і малює без узгодження з її власником, а мурал - це його протилежність, тобто мистецтво узгоджене з власником стіни.
Вирішальним фактором для появи нової абстрактної графіті культури стало масове впровадження інтернету, художники з усього світу вперше в історії отримали швидкий доступ до актуальної інформації. Всесвітній обмін художніми ідеями став відбуватися дуже швидко і втягнув у оборот соціальні групи для яких в доінтернетні епоху доступ до інформації про сучасне мистецтво був неможливий.
Нові художники малюють фарбами-спреями в балончиках на стінах міст, і ескізи на комп'ютерах, радикально відрізнялися способом життя і творчими методами від абстракціоністів попередніх генерацій, і як наслідок їм відкрилися відкрили нові горизонти мистецтва, за якими виявлялися нові форми і нові художні прийоми.
В цей же час почався процес музеєфікації абстрактних графіті, способи музеєфікації використовують різні, в тому числі і затягування в зали музеїв стін з графіті, випиляних з міського ландшафту.
2010 рік - пройшло 100 років історії абстрактного живопису. У 2010-і роки, принципово новим напрямком абстрактного живопису став параметризм. Термін «параметризм» вперше був пущений в масовий обіг після публікації книги Патріка Шумахера «Маніфест параметризму» опублікований в 2008 році. У цій книзі Патрік Шумахер обґрунтовано і переконливо доводить що параметризм, що з'явився в 1990-і роки як новий стиль, заснований на нових принципах комп'ютерного моделювання, це новий глобальний стиль прийшов на зміну стилю модерн; параметризм зародився в середовищі архітектури, неминуче пошириться на всі сфери людської діяльності і в тому числі на абстрактне мистецтво. Нові форми абстрактної параметричної живопису з'явилися в результаті злиття параметричного архітектурного досвіду і досвіду накопиченого всією історією живопису, не тільки її абстрактним періодом. Зараз важко назвати імена видатних художників абстрактного параметризму, але вони точно є і більшість з них з'явилися саме в 2010-і роки, хоча ще в 2000-і роки були створені кілька перших параметричних абстракцій, точніше сказати абстракцій з елементами параметрик. Точно відомо лише те, що до 2000 року ніякого параметризму в живопису не було.
Перше важлива історична подія нового десятиліття пов'язане з відкриттям 12 грудня 2019 року в Маямі першого музею графіті Museum of Graffiti - museumofgraffiti.com, багато хто з художників цього музею є представниками абстрактного мистецтва.

## Художня концепція
Виникнення абстракціонізму як напрямоку стверджує необхідність втечі особистості від банальної і ілюзорної дійсності.
Слід зазначити взаємодія літератури і живопису при виникненні абстракціонізму. Кандинський, за його власним твердженням, написав першу абстрактну композицію в 1910 р. Художник прийшов до абстракції в живопису під час читання поетів-символістів. У своїй книзі "Про духовне в мистецтві" Кандинський, посилаючись на Метерлінка, пояснює, що, виходячи з чистого звучання слова, відокремленого від предмета, який воно повинне виражати, людина сприймає абстрактний образ цього слова.
Перша течія - лірично-емоційний, психологічний абстракціонізм - симфонія фарб, гармонізація безформних колірних поєднань. Це протягом народилося з імпресіоністської строкатості вражень про світ, які відтворив Анрі Матісс. Творцем першого твору психологічного абстракціонізму став В. Кандинський, який написав картину "Гора" (1909). Кандинський зобразив деякі риси, подібні горі. Колір в картині суто виразний і позбавлений образотворчих асоціацій. Ця картина - перехід до нонфігуративного живопису, до інтуїтивних "ліричних абстракцій" - моментальних знімків душевного стану людини.
Кандинський у своїх книгах "Про духовності в мистецтві", "Точка і лінія на площині" доводив у дусі платонівського вчення, що модель суспільства - піраміда. В її основі - люди матеріальні і примітивні, вище - одухотворені, на вершині - художники, керівники умів і сердець (за Платоном, на вершині - філософи). Згідно Кандинскому, художник відвертає погляд від зовнішнього світу і направляє його на себе, мистецтво - спосіб самовираження: "Голос душі підказує художнику справжню форму твору". Кандинський вважав, що реальний світ ілюзорний або банальний і художник повинен покинути його в ім'я світу "під знаком Духу". Він теоретично обґрунтовував абстракціонізм, спираючись на афоризм Оскара Уайльда: "Мистецтво починається там, де закінчується природа". За Кандинскому, природні форми - перешкоди для художника і повинні бути відкинуті; картина - це конструкція, в якій використовуються необхідні форми і кольору, пристосовані до внутрішнього зору. "Предмети вбиті своїми знаками", тому живопис повинна бути безпредметною.
Протягом "геометричний (логічний, інтелектуальний) абстракціонізм" (неопластицизм) - це нонфігуративний кубізм. Народження цієї течії істотну роль зіграли П. Сезанн і кубісти - створення нового типу художнього простору шляхом поєднання різних геометричних форм, кольорових площин, прямих і ламаних ліній.
Мондріан сформулював принципи логічного абстракціонізму. 1. Художник мислить в живопису площиною; в архітектурі порожній простір має бути прийнято за безколірність (чорний, білий і сірий), а будівельний матеріал - за колір. 2. Необхідну рівновагу, передбачає велику поверхню безколірності і маленьку кольору. 3. Дуалізм пластичних засобів потрібно вже в самій композиції. 4. Рівновага досягається ставленням положень і виражається прямою лінією. 5. Рівновага, яка нейтралізує пластичні засоби, створюється відношенням пропорцій. Ці положення Мондріана обґрунтували логіку площинних побудов і знайшли вихід в архітектуру, прикладне мистецтво, дизайн, книжкову графіку. Естетика абстракціонізму прокламує розірвання зв'язків мистецтва з дійсністю.
Теоретично обґрунтовуючи абстракціонізм, Мондріан висував аргументи, схожі з Кандинським: світ наших чуттєвих вражень - джерело страждань людини. Це оманливий, суперечливий світ. Все в ньому суб'єктивно. Завдання художника звільнити життєві відносини від заглибленості в природні форми, очистити їх від природи і дати їм нове формування. Мондріан звільняє живопис від чуттєвої форми, відмовляючись від фігуративності, тривимірності художнього простору, перспективи зображення, відтінків кольору, світлотіні.

## Музика
Оскільки візуальне мистецтво стає  більш абстрактним, воно розвиває деякі характеристики музики: вид мистецтва, який використовує абстрактні елементи звуку та поділи часу. Василь Кандінський, музикант-аматор, був натхненний можливістю відміток та асоціативних кольорів, що лунають у душі. Шарль Бодлер висунув ідею, що органи чуття реагують на будь-які подразники, але почуття від реакцій базується на більш глибокому естетичному рівні.
З цим тісно пов'язана ідея, що мистецтво має духовний вимір і може вийти за межі "буденного" досвіду, досягнувши духовного плану. Теософське товариство популяризувало стародавню мудрість священних книг Індії та Китаю в перші роки століття. Саме в цьому контексті Піт Мондріан, Василь Кандінський, Хілма аф Клінт та інші художники, які працювали над «безпредметним станом», зацікавилися окультизмом як способом створення «внутрішнього» об’єкта. Універсальні та позачасові форми, знайдені в геометрії: коло, квадрат і трикутник стають просторовими елементами абстрактного мистецтва; вони, як і колір - фундаментальні системи, що лежать в основі видимої реальності.

## Абстракціонізм в танці
Поль Валері вважав, що танець - "найбільш абстрактне з мистецтв. Танець - це мистецтво чистих актів" ("Le merveilleux et le "theâtre du silence". Paris. 1965. P. 332). Василь Кандинський мріяв про створення абстрактного балету: "Абстрактне значення руху, включення його матеріальної доцільності, використання його духовної доцільності в нескінченних комбінаціях всіх частин тіла танцюючого, окремо від музики і разом з музикою, в нескінченному ряді паралельностей, протиставлень і між ними лежать комбінацій все ще чекає творця нового балету".
Художниця Софі Таубер (1889-1943) одягала "сміттєві" сукні, зшиті з обрізків тканини і газет і виконувала абстрактні танці. Це були групові поєднання поз, які викликали чуттєвість.
У створенні абстрактних танців брав участь директор цюріхській школи танців Рудольф фон Лабан. Танцюристи часто прикрашали себе африканськими масками.